# بریج‌نورث
latitudeبریج‌نورثlongitudeبریج‌نورث
بریج‌نورث (به انگلیسی: Bridgnorth) یک منطقهٔ مسکونی در انگلستان است که در میدلند غربی واقع شده‌است.

## خصوصیات
بریج‌نورث ۱۲٬۲۱۶ نفر جمعیت دارد.